# سابرینا ساتو
سابرینا ساتو راهال (پرتغالی:[saˈbɾinɐ ˈsatu] ; ژاپنی: [Satō] متولد ۴ فوریه ۱۹۸۱) یک مجری تلویزیون برزیلی است. او در پناپولیس، شهری در داخل ساؤ پالو متولد و بزرگ شده‌است. او دختر عمر راهل (تاجر، پدر لبنانی و مادر سوئیسی) و کیکا ساتو راهل، (روان‌شناس، والدین ژاپنی) است.

## زندگی شخصی
سابرینا با اختلال کمبود توجه و بیش فعالی (ADHD) است و در مورد این موضوع آشکارا صحبت می‌کند.
در سال ۲۰۰۳، در حالی که در Big Brother Brasil شرکت می‌کرد، سبرینا با دومینی، برنده این مسابقه، درگیر رابطه شد که با او در خارج از خانه رابطه ای کوتاه داشت. در همان سال، سبرینا با کارلوس آلبرتو دا سیلوا، همکارش در Pânico na TV، رابطه ای را آغاز کرد که تا سال ۲۰۰۵ ادامه یافت. از سال ۲۰۰۷ تا ۲۰۰۸، او با کارگردان فیلم Ernani Nunes در رابطه بود. سال بعد، سابرینا شروع به دوستی با معاون فدرال فابیو فاریا کرد و تا سال ۲۰۱۲ با او رابطه داشت. از سال ۲۰۱۳ تا ۲۰۱۵، سبرینا ساتو با بازیگر و ناشر جانو ویسینت دی کاسترو رابطه داشت.